# Janusz Smołucha
Janusz Smołucha (ur. w 1964) – polski historyk.

## Życiorys
W 1992 roku ukończył studia historyczne na Uniwersytecie Papieskim Jana Pawła II. Doktorat zatytułowany „Stosunki Polski ze Stolicą Apostolską na tle zagrożenia Europy chrześcijańskiej ze strony Turków osmańskich od upadku Kilii i Białogrodu do klęski pod Mohaczem” obronił w 1998 roku na Uniwersytecie Jagiellońskim. W 2012 roku, na podstawie rozprawy „Działalność dyplomacji papieskiej w Europie środkowej w XV wieku i w pierwszej połowie XVI wieku” uzyskał habilitację. Od 1998 roku pracował w Instytucie Historii UJ, a od 2008 roku wykłada na Uniwersytecie Ignatianum w Krakowie (dawniej Akademii ignatianum). Na UIK piastuje stanowisko profesora uczelnianego. Wypromował sześciu doktorów.

## Publikacje
Lista publikacji:
- Papiestwo a Polska w latach 1484-1526 : kontakty dyplomatyczne na tle zagrożenia tureckiego (1999)
- Historia lat świętych (2000)
- Girolamo Savonarola (2004)
- Polityka Kurii Rzymskiej za pontyfikatu Piusa II (1458-1464) wobec Czech i krajów sąsiednich : z dziejów dyplomacji papieskiej w XV wieku (2008)
- Życie, męka, nieśmiertelność : uniwersalizm kulturowy życia i dzieła Joanny d'Arc (2014)